# 10376 Chiarini
10376 Chiarini este o planetă minoră (asteroid), cu un diametru de 5,727 km, din centura de asteroizi. A fost descoperită pe 16 mai 1996 la osservatorio San Vittore⁠(d) de osservatorio San Vittore⁠(d). 
Obiectul prezintă o orbită caracterizată de o semiaxă mare de 2,6797727 UAi, o excentricitate de 0,255424, o înclinație de 13,54168 ° în raport cu ecliptica.